# Lidhults Mekaniska Verkstad
AB Lidhults Mekaniska Verkstad var ett svenskt verkstadsindustriföretag i Lidhult.

## Historik
Lidhults Mekaniska Verkstad grundades 1949 av Hallands Skogsägareförening som en verkstad för företagets sågverk i Lidhult. Verkstadschefen Erik Ryberg (född 1917) ritade en truck efter amerikansk förebild, vilken byggdes i ett exemplar för sågverkets egna behov i slutet av året. Efter det att Vislanda Ångsåg beställt en till, började verkstaden tillverka truckar i liten skala, från 1952 i tillbyggda lokaler. Parallellt med truckarna tillverkades också andra maskiner, såsom en egenkonstruerad barkmaskin. Verkstaden byggdes ut med 250 kvadratmeter 1955 och företaget ställde för första gången ut på en mässa, S:t Eriksmässan i Stockholm, 1956. Verkstaden ombildades till aktiebolag omkring 1957. År 1962 invigdes en ny verkstad på 1 400 kvadratmeter och företaget hade då 59 anställda.
Hallands Skogsägareförening slogs samman med Södra Skogsägarna 1964. Lidhults Mekaniska Verkstad tillverkade truckar, som främst användes för timmer- och trähantering i sågverk. Företaget utvecklade bland annat sidlastande truckar 1969, vilka användes inom träindustrin, men också för container- och godshantering i hamnar.
Södra Skogsägarna sålde 1974 företaget till Kalmar Verkstad, som året därpå också köpte Ljungbytruck. De två företagen slogs samman till Kalmar LMV. 

## Fortsatt tillverkning i Lidhult under nya företagsnamn
Fabriken i Lidhult tillverkade framför allt tyngre gaffeltruckar och truckar för hantering av gods på ro-ro-fartyg. De har sålts under varumärkena LMV, Kalmar LMV och Kalmar.
Kalmar Verkstads division Kalmar LMV blev ett dotterföretag till Kalmar Verkstad under namnet Kalmar Industries, vilket efter ägarbyten börsnoterades. Efter ytterligare ägarbyten kom fabriken att från 2005 ligga inom finländska Cargoteckoncernen, som tillverkade truckarna i Lidhult under varumärket Kalmar.
År 2018 lades Caregotecs trucktillverkning i Lidhult ned och flyttades till Stargard i Polen. Fabrikslokalerna, med 18 000 kvadratmeter yta, övertogs av Weland AB.